# Ерманно Піньятті
Ерманно Піньятті (італ. Ermanno Pignatti, 8 серпня 1921 — 31 жовтня 1995) — італійський важкоатлет.
Бронзовий призер Олімпійських Ігор 1956 року в середній вазі, учасник 1952 року.
Чемпіон Європи 1951 року в легкій вазі, срібний призер 1954 року в середній вазі, бронзовий призер 1950 (легка вага), 1953 (середня вага), 1958 (середня вага) років.